# Petty Romance
Pour plus de détails, voir Fiche technique et Distribution.
Petty Romance (hangeul : 쩨쩨한 로맨스 ; RR : Jjejjehan romaenseu) est une comédie romantique sud-coréenne écrite et réalisée par Kim Jung-hoon, sortie en 2010.

## Synopsis
Fantasque et naïve, Da-rim travaille pour une revue à destination des adultes, Hot Girl. Elle rêve de devenir autrice et déborde de créativité... Si bien que sa patronne finit par la renvoyer !
Arrogant et têtu, Jung-bae, un manhwaga, est reconnu pour la qualité de ses dessins mais s'avère incapable de rédiger une bonne intrigue.
Pour sauver leur carrière respective, l'écrivaine débutante et le dessinateur reconnu décident de participer à un prestigieux concours qui leur permettra d'empocher 130 millions de wons ! Ils se retrouvent ainsi à collaborer sur une histoire érotique mettant en scène une femme fatale.
Petit problème : malgré son parcours atypique, Da-rim n'a aucune expérience de la sexualité et brode énormément sur le sujet. Pour son malheur, la jeune femme n'est pas non plus indifférente à Jung-bae et la proximité de ce dernier, alors qu'ils travaillent sur une bande-dessinée particulièrement épicée, n'aide en rien.
C'est le début des ennuis pour le tandem de choc !

## Fiche technique
- Titre original : 쩨쩨한 로맨스 ; RR : Jjejjehan romaenseu
- Titre international : Petty Romance
- Réalisation : Kim Jung-hoon
- Scénario : Kim Jung-hoon
- Photographie : Choi Young-hwan
- Montage : Nam Na-yeong
- Musique : Jung Jae-hyung
- Société de distribution : Lotte Cultureworks
- Pays d’origine :  Corée du Sud
- Langue originale : coréen
- Format : couleur
- Genre : comédie romantique
- Durée : 118 minutes
- Date de sortie :
  - Corée du Sud : 2 décembre 2010
- Classification :
  - Corée du Sud : Déconseillé aux moins de 19 ans

## Distribution
- Choi Kang-hee : Han Da-rim, autrice en herbe
- Lee Sun-kyun : Jung-bae, manhwaga
- Ryu Hyun-kyung : Ma Kyung-sun, rédactrice en chef du magazine Hot Girl et amie de Da-rim
- Song Yoo-ha : Han Jong-soo, le frère jumeau volage de Da-rim
- Oh Jung-se : Hae-ryong, ami et concurrent de Jung-bae
- Baek Do-bin : Min-ho
- Lee Won-jong : Lee Se-young
- Park Sung-il : Byung-doo
- Yeo Moo-young : le père de Min-ho

## Accueil
Petty Romance atteint la première place du box-office sud-coréen lors de son premier week-end d'exploitation, du 3 au 5 décembre 2010. 465 629 places sont vendues pour sa diffusion sur 563 écrans, représentant 37,1 % du total des entrées.